# القضايا البيئية في إندونيسيا

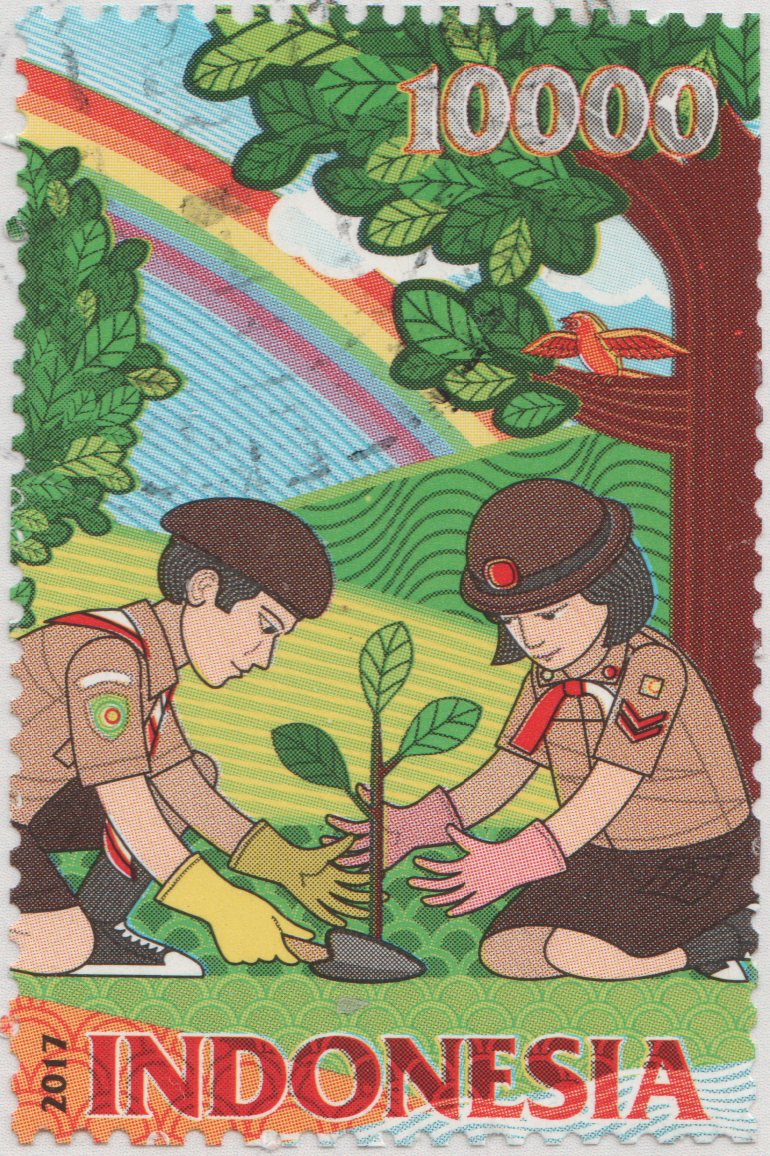
طوابع البريد والتاريخ البريدي لإندونيسيا 2017 كختم بريدي لإندونيسيا يضم الرعاية البيئية لإعادة التحريج.

القضايا البيئية في إندونيسيا ترتبط القضايا البيئية في إندونيسيا بالكثافة السكانية العالية للبلاد والتصنيع السريع، وغالبًا ما يتم منحها أولوية أقل نظرًا لارتفاع مستويات الفقر والحكم قليل الموارد.
تشمل المشكلات إزالة الغابات على نطاق واسع (معظمها غير قانوني) وحرائق الغابات ذات الصلة التي تتسبب في ضباب كثيف على أجزاء من غرب إندونيسيا وماليزيا وسنغافورة، والإفراط في استغلال الموارد البحرية والمشاكل البيئية المرتبطة بالتوسع الحضري السريع والتنمية الاقتصادية، بما في ذلك تلوث الهواء، والازدحام المروري، وإدارة النفايات، وخدمات المياه ومياه الصرف الصحي الموثوقة.
إن إزالة الغابات وتدمير أراضي الخث تجعل إندونيسيا ثالث أكبر انبعاثات غازات الدفيئة في العالم. يهدد تدمير الموائل بقاء الأنواع الأصلية والمتوطنة، بما في ذلك 140 نوعًا من الثدييات التي حددها الاتحاد العالمي للحفظ على أنها مهددة، و 15 تم تحديدها على أنها مهددة بالانقراض، بما في ذلك قردة سومطرة أورانجوتان.

## التاريخ والخلفية
لقرون ماضية تم استغلال الموارد الجغرافية للأرخبيل الإندونيسي بطرق تندرج ضمن أنماط اجتماعية وتاريخية ثابتة. يتكون النمط الثقافي من الفلاحين الهنود الذين كانوا يزرعون الأرز في الوديان والسهول في سومطرة وجاوة وبالي. يتكون مجمع ثقافي آخر من القطاع التجاري الساحلي الإسلامي إلى حد كبير، أما القطاع الثالث الأكثر أهمية فيتألف من مجتمعات الزراعة الحرجية المرتفعة التي توجد عن طريق الزراعة التي تعيش على الكفاف.
يمكن ربط هذه الأنماط إلى حد ما بالموارد الجغرافية نفسها، بخطوط ساحلية وفيرة وبهدوء عام ورياح ثابتة تفضي إلى استخدام سفن الإبحار، والوديان والسهول الخصبة على الأقل في جزر سوندا الكبرى التي تسمح للأرز المروي الزراعة. يعوق الجزء الجبلي الغني بالجبال الاتصال البري عن طريق البر أو النهر، لكنه يعزز الزراعة المقلدة والحروق.
عانى كل من هذه الأنماط من التكيف الإيكولوجي والاقتصادي ضغوطًا هائلة خلال السبعينيات والثمانينيات من القرن الماضي، مع ارتفاع الكثافة السكانية وتآكل التربة وتغميس قاع النهر وتلوث المياه من مبيدات الآفات الزراعية وحفر الزيوت البحرية.

### التلوث البحري
في القطاع التجاري الساحلي على سبيل المثال سبل عيش صيادي الأسماك والعاملين في أنشطة الحلفاء. ما يقرب من 5.6 مليون شخص بدؤوا يتعرضون للخطر في أواخر سبعينيات القرن الماضي من خلال انخفاض المخزونات السمكية الناتجة عن تلوث المياه الساحلية. شهدت الصيادين في شمال جاوة انخفاضات ملحوظة في أنواع معينة من المصيد السمكي وبحلول منتصف الثمانينات من القرن الماضي شهد أسوأ اختفاء افتراضي للأسماك في بعض المناطق. النفايات السائلة الناتجة من مصانع الأسمدة في جريسيك الواقعة في شمال جاوة في البرك الملوثة وقتلت أسماك اللبن والقريدس الصغير. كان تلوث مضيق ملقا بين ماليزيا وسومطرة من تسرب النفط من ناقلة النفط العملاقة اليابانية شوا مارو في يناير 1975 كارثة بيئية كبيرة على ساحل سومطرة الهش. زاد خطر حوادث ناقلات النفط العملاقة أيضًا في المضيق الذي يتم الاتجار به بشدة.
عانى القطاع التجاري الساحلي من ضغوط بيئية في البر الرئيسي أيضًا. أدى تآكل التربة الناتج عن إزالة الغابات في المرتفعات إلى تفاقم مشكلة الترسب في مجرى النهر وإلى البحر. رواسب الطمي غطت وقتلوا الشعاب المرجانية مرة واحدة حية، وخلق غابات المانغروف وجعل الوصول إلى الميناء صعوبة متزايدة، إن لم يكن مستحيلا دون عمليات التجريف واسعة النطاق ومكلفة.
على الرغم من أن الصيد الجائر من قبل قوارب الصيد اليابانية والأمريكية «مصنع عائم» تم تقييده رسميًا في إندونيسيا في عام 1982، إلا أن ندرة الأسماك في كثير من المياه المنتجة سابقًا ظلت مصدر قلق في أوائل التسعينيات. ومع تحسين الصيادين الإندونيسيين لقدرتهم التكنولوجية على صيد الأسماك فقد هددوا أيضًا العرض الكلي.

### تلوث المياه
تمتلك إندونيسيا ما يصل إلى 6٪ من مخزون المياه العذبة العالمي بفضل غاباتها المطيرة ومناخها المداري. ومع ذلك فقد فقدت أندونيسيا غابتها كل عام حيث فقدت في عام 2018 440,000 هكتار من الغابات على الرغم من أن هذا الرقم أقل من عام 2017. يرتبط هذا النوع من إزالة الغابات بالحد من قدرة مستجمعات المياه، كما وجدت الدراسات. في الوقت نفسه تلوثت الأنهار في إندونيسيا بشدة. ذكرت وزارة التخطيط الوطني للتنمية الإندونيسية أن 96٪ من الأنهار في جاكرتا قد تلوثت، مما يجعل المياه العذبة النظيفة أكثر ندرة.
تلوث المياه هو سبب كل من النفايات الصناعية والمنزلية. قامت الحكومة الإندونيسية بتنظيم الصناعة حيث يتعين على الشركات تلبية معيار مياه الصرف الصحي. كانت إندونيسيا أيضًا رائدة في الكشف العلني عن بيانات التلوث الصناعي من خلال برنامج يسمى برنامج مكافحة التلوث وتقييمه وتقييمه الذي تم تنفيذه منذ عام 1995. يحفز البرنامج الصناعات على الكشف عن بيانات التلوث الخاصة بها عن طريق إعطاء تقييم يعتمد على أدائها، وبالتالي التأثير على سمعتها. يساعد هذا البرنامج في تعزيز اللوائح الحالية التي تتطلب من الصناعات الامتثال لمعايير إدارة النفايات الصناعية.
من ناحية أخرى يتم إنتاج تلوث المياه المنزلي من قبل الأسر التي تتخلص من القمامة ومياه الصرف من الأنشطة المنزلية، مثل الاستحمام والغسيل والتغوط المفتوح، ثم إلى المياه السطحية. لا تتحقق هذه السلوكيات دائمًا لأن المشكلة ستكون أكثر وضوحًا عندما تتراكم المياه العادمة المنزلية من جميع الأسر، وتسبب في التخثث. أبلغت وزارة البيئة والغابات أن مياه الصرف الصحي المنزلية هي الملوث الرئيسي للأنهر. مع تزايد عدد السكان وارتفاع معدل التحضر، سوف تساهم المياه العادمة المنزلية بشكل أكبر في تلوث المياه بشكل عام في البلاد، حتى في المناطق الريفية حيث استخدام الكيماويات.

### تلوث الهواء
تسببت حرائق الغابات الإندونيسية عام 1997 في كليمنتان وسومطرة في موجة جنوب شرق آسيا عام 1997. لقد كانت كارثة نوعية من تلوث الهواء على نطاق واسع. تقدر التكاليف الإجمالية بنحو 9 مليارات دولار أمريكي للرعاية الصحية والسفر الجوي والأعمال. في عام 2013 انخفضت جودة الهواء في سنغافورة إلى أدنى مستوياتها منذ 15 عامًا بسبب الدخان الناتج عن حرائق سومطرة. حثت سنغافورة إندونيسيا على بذل المزيد من الجهد لمنع الحرق غير القانوني.

## الانبعاثات
انبعاثات غازات الدفيئة في إندونيسيا ناتجة عن الحرائق الموسمية وإزالة الغابات وحرق الخث. بناءً على شدة الحرائق الموسمية، قد تتراوح إندونيسيا بين الثلث إلى سادس أكبر بواعث سنوية.
إن انبعاثات غازات الدفيئة التي تنتجها إندونيسيا تمثل جزءًا كبيرًا من الإجمالي العالمي. سميت إندونيسيا «الباعث الأكثر إهمالًا» والذي «يمكن أن يكون من سيفسد المناخ العالمي.» وهي «واحدة من أكبر بواعث غازات الدفيئة». تشير قياسات عام 2013 إلى أن إجمالي انبعاثات غازات الدفيئة في إندونيسيا بلغ 2161 مليون طن متري من مكافئ ثاني أكسيد الكربون الذي بلغ 4.47 بالمائة من الإجمالي العالمي. في عام 2014 احتلت المرتبة الثامنة على قائمة الدول من حيث انبعاثات غازات الدفيئة. خلال القرن الحادي والعشرين تم قطع مساحة من الغابات تعادل تقريبا حجم ولاية ميشيغان الأمريكية (92.000 ميل مربع)، وذلك أساسا من أجل توسيع مزارع زيت النخيل. تخطط إندونيسيا لمضاعفة استهلاكها من الفحم بحلول عام 2027 من أجل بناء محطات جديدة لتوليد الطاقة من الفحم.

### حرائق 2010
كان ضباب جنوب شرق آسيا لعام 2010 سببًا لأزمة تلوث الهواء التي أثرت على العديد من دول جنوب شرق آسيا مثل إندونيسيا وماليزيا وسنغافورة خلال شهر أكتوبر في عام 2010.
حدث هذا خلال موسم الجفاف في أكتوبر عندما اندلعت حرائق الغابات بشكل غير قانوني من قبل صغار الملاك الإندونيسيين المقيمين في مقاطعتي دوماي وبنجكاليس في مقاطعة رياو في سومطرة. يستخدم هؤلاء المزارعون طريقة القطع والحرق لتطهير الأراضي بسرعة لفرص الزراعة المستقبلية. بلغ عدد الحرائق في سومطرة ذروته في 18 أكتوبر مع 358 نقطة ساخنة.

### حرائق 2015
في عام 2015 تعرضت إندونيسيا لحرائق شديدة استمرت لمدة شهرين تقريبًا. وكان الجفت المصدر الرئيسي للوقود. تسببت ظاهرة إل نينيو في موسم جاف بشكل خاص أدى إلى تفاقم الوضع. أطلقت الحرائق ما يكفي من الغازات المسببة للاحتباس الحراري لإندونيسيا لإنتاج انبعاثات يومية أكثر من الولايات المتحدة لمدة 38 يومًا.